# Фредек робить світ щасливим
«Фредек робить світ щасливим» (пол. Fredek uszczęśliwia świat) — польський чорно-білий художній фільм, фантастична комедія 1936 року.

## Сюжет
Молодий інженер Фред — винахідник. Черговий його винахід — телефоновізор. Тепер той, хто робить дзвінок за допомогою телефоновізора, може бачити не тільки співрозмовника, але й обстановку в його будинку, про що той зовсім не підозрює. І це породжує трагікомічний ситуації. Подружжя бачать найпотаємніші секрети своїх партнерів, люди, до яких, здавалося, маєш повну довіру, насправді виявляються звичайними брехунами. Громадськість в шоці, доля винахідника під загрозою.

## У ролях
- Збігнєв Раковецький — Фред, винахідник,
- Кароліна Любенська — Ірма Карська, наречена Фреда,
- Лода Халама — Лода,
- Аліна Желіська — сестра Лоди,
- Єжи Чаплицький — Юрек, безробітний співак,
- Юзеф Кондрат — Юзеф Бомба, музикант,
- Тадеуш Веселовський — Болек Карський, брат Ірми,
- Ванда Яршевська — мати Ірми,
- Станіслав Лапінський — Пакула,
- Антоні Фертнер — комерсант,
- Юзеф Орвід — сусід,
- Ірена Скверчинська — ображена покоївка,
- Єжи Беленя — клієнт у ресторані.